# مرینیان
مرینیان قبیله‌ای از بربرهای چادرنشین زناته بودند که میراث‌دار موحدون در مراکش و مغرب الاوسط گشتند و سرزمین‌های آنها را با حفصیان تونس قسمت کردند.

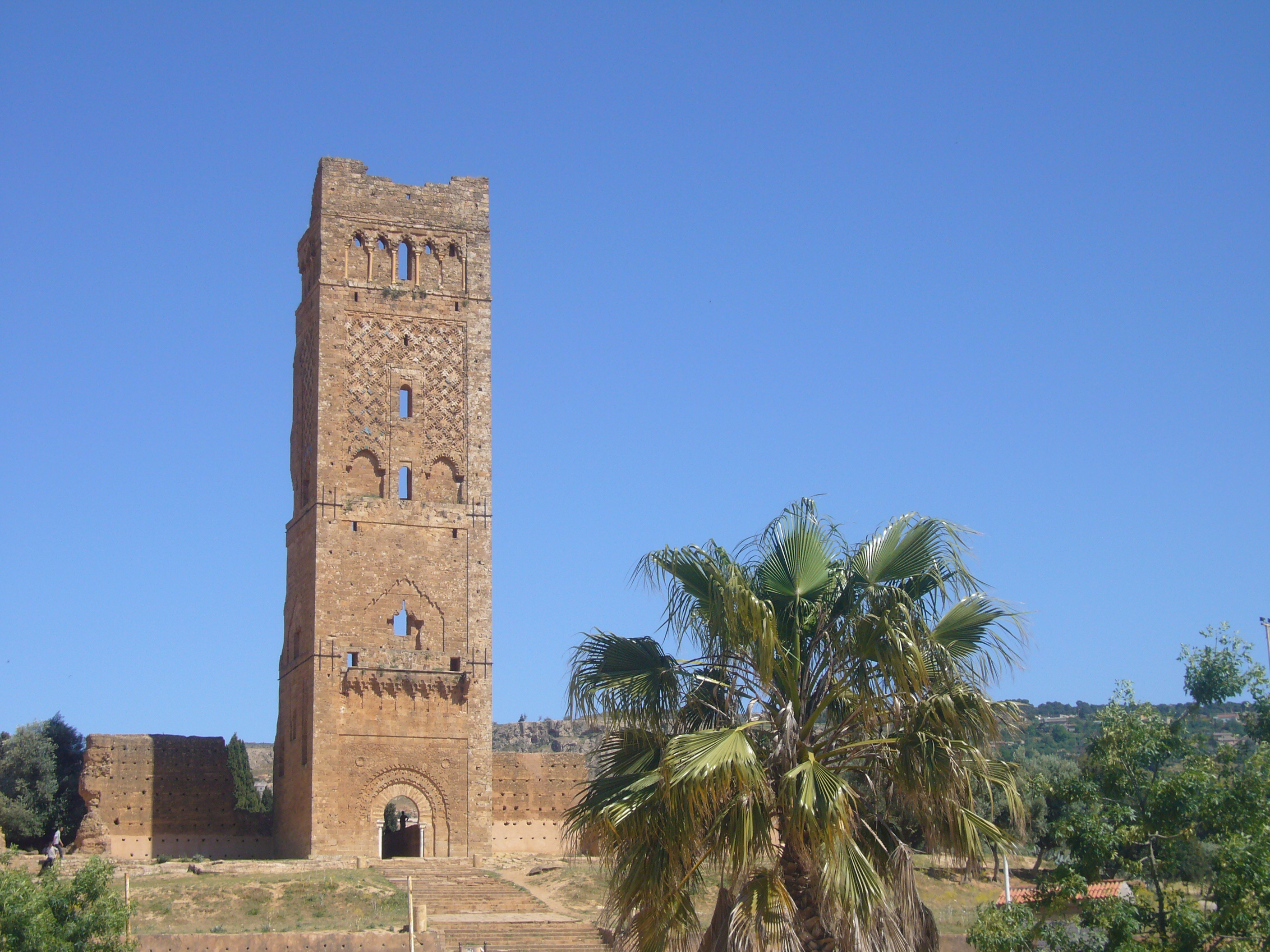
مناره منصوره

بنی‌مرین از ابتدا با موحدون دشمنی می‌ورزیدند و به همین دلیل با بنی‌غانیه از خاندان مرابطین در مقابل موحدون همبستگی‌ای تشکیل دادند. پس از جنگ‌های بسیار با موحدون در سال ۶۰۹ق (۱۲۱۲م) آنها را شکست داده ولی تا سال ۶۶۸ق (۱۲۶۹م) که موحدون منقرض شدند نتوانستند بر مراکش پایتخت موحدون چیرگی یابند.
مرینیان سطح فرهنگی پایینی داشتند و آن شور مذهبی که نیرو بخش پیروزی‌های مرابطین و موحدون بود در قدرت طلبی آنها وجود نداشت. این واقعیات همراه با ظاهراً کمبود تعداد آنها، دلیل طولانی بودن مجادلات و کشمکش‌های مرینیان با آخرین امرای موحدی است. مرینیان چون فرمانروایی یافتند فاس را پایتخت خود قرار دادند و این احساس بر ایشان پیدا شد که وارثان امرای موحدی هستند. از اینرو کوشیدند تا از نو دولت خود را در مغرب بنیان نهند.
فرمانروایی خاندان بنی‌مرین به دلیل خویشاوندی که با بنی‌وطاس داشتند، به آنها منتقل شده و تا سال ۹۵۷ق (۱۵۵۰م) ادامه داشت تا آنکه اشراف سعدیه حکومت بنی‌وطاس را از میان بردند و خود بر مغرب اقصی فرمانروایی یافتند.

## فرمانرواها
| دودمان‌های فرمانروا در مراکش  |
| ادریسیان (۷۸۰-۹۷۴) (عرب)     |
| مغراوه (۹۸۷-۱۰۷۰) (بربر)     |
| مرابطان (۱۰۷۳-۱۱۴۷) (بربر)   |
| موحدون (۱۱۴۷-۱۲۶۹) (بربر)    |
| مرینیان (۱۲۵۸-۱۴۲۰) (بربر)   |
| وطاسیان (۱۴۲۰-۱۵۴۷) (بربر)   |
| سعدیان (۱۵۵۴-۱۶۵۹) (عرب)     |
| علویان (۱۶۶۶- تا کنون) (عرب) |

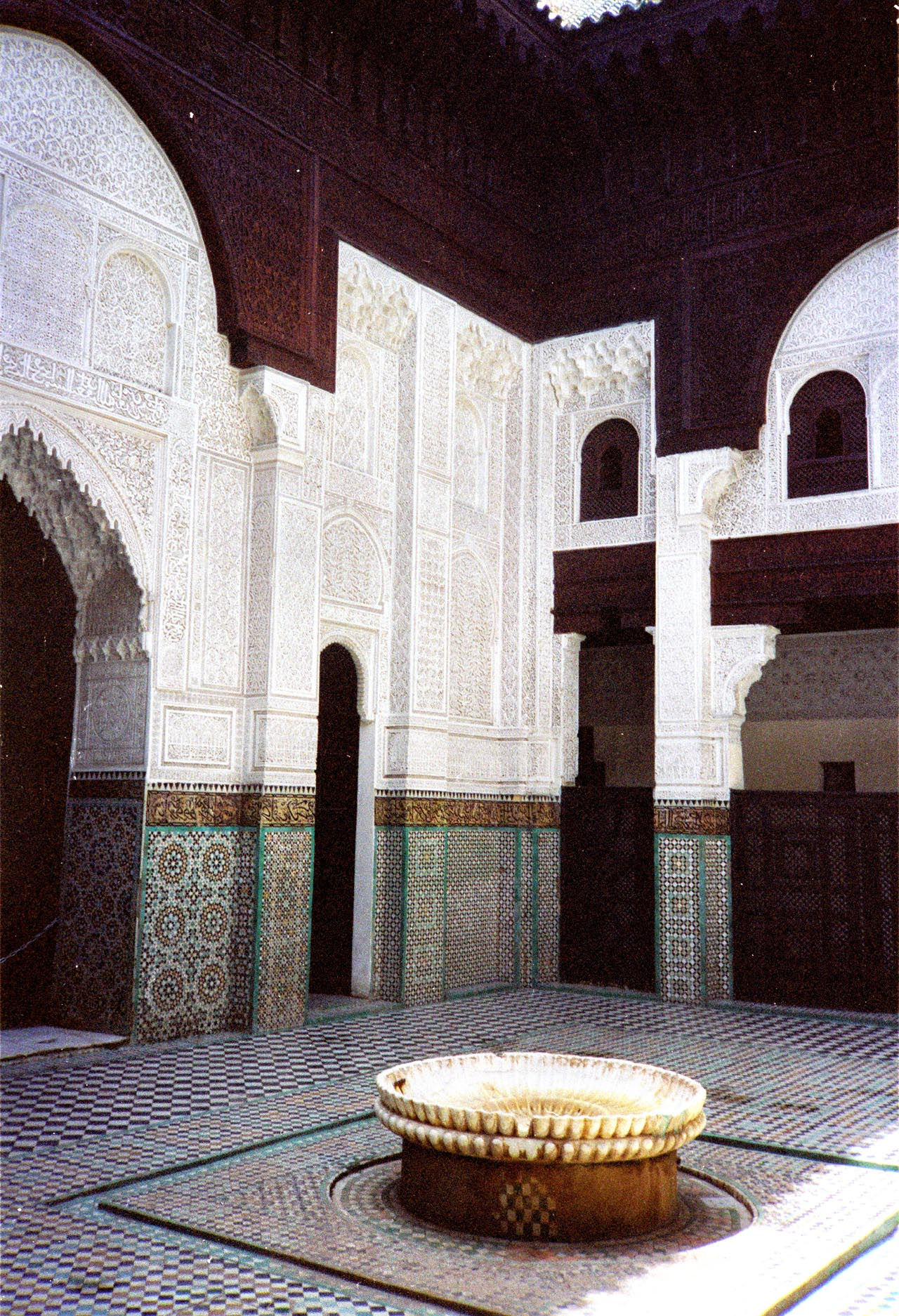
بارگاه مدرسه ابو عنانیة مکناس(مراکش)

۱۲۱۵–۱۲۶۹: رهبران مارینیدها، درگیر مبارزه با خلافت موحدون، مستقر در تازه از ۱۲۱۶ تا ۱۲۴۴
- عبدالحق یکم (۱۲۱۵–۱۲۱۷)
- عثمان بن عبدالحق (۱۲۱۷–۱۲۴۰)
- محمد بن عبدالحق (۱۲۴۰–۱۲۴۴)

بعد از ۱۲۴۴: امیران مرینیان مستقر در فاس
- ابویحیی بن عبدالحق (۱۲۴۴–۱۲۵۸)
- ابویوسف یعقوب بن عبدالحق (۱۲۵۸–۱۲۶۹)

۱۲۶۹–۱۴۶۵: سلاطین مرینیان فاس و مراکش
- ابویوسف یعقوب بن عبدالحق (۱۲۶۹–۱۲۸۶)
- ابویعقوب یوسف الناصر (۱۲۸۶–۱۳۰۷)
- ابوثابت عامر (۱۳۰۷–۱۳۰۸)
- ابوالربیع سلیمان (۱۳۰۸–۱۳۱۰)
- ابوسعید عثمان بن یعقوب (۱۳۱۰–۱۳۳۱)
- ابوالحسن علی بن عثمان (۱۳۳۱–۱۳۵۱)
- ابوعنان فارس (۱۳۴۸–۱۳۵۸)
- ابوزیان محمد دوم (۱۳۵۸; دوره اول)
- ابوبکر دوم (۱۳۵۸–۱۳۵۹)
- ابوسالم ابراهیم بن علی (۱۳۵۹–۱۳۶۱)
- ابوعمر تاشفین بن علی (۱۳۶۱)
- ابوزیان محمد دوم (۱۳۶۱–۱۳۶۵; دوره دوم)
- عبدالعزیز یکم مراکش (۱۳۶۵–۱۳۷۲)
- محمد سوم مراکش (۱۳۷۲–۱۳۷۴)
- ابوالعباس احمد (۱۳۷۳–۱۳۸۴)
- ابوفارس موسی (۱۳۸۴–۱۳۸۶)
- محمد چهارم مرینیان (۱۳۸۶)
- Abu Zayyan Muhammad V ibn Ali (۱۳۸۶–۱۳۸۷)
- Abu 'l-Abbas Ahmad II ibn Ahmad I (۱۳۸۷–۱۳۹۳)
- عبدالعزیز دوم (۱۳۹۳–۱۳۹۶)
- ابوعامر عبدالله بن احمد (۱۳۹۶–۱۳۹۷)
- عثمان سوم مراکش (۱۳۹۸–۱۴۲۰)
- عبدالحق دوم (۱۴۲۰–۱۴۶۵)